# Raub
Raub is een stad en gemeente (majlis daerah; district council) in de Maleisische deelstaat Pahang.
De gemeente telt 92.000 inwoners en is de hoofdplaats van het gelijknamige district.